# 베를린 야노비츠브뤼케역
베를린 야노비츠브뤼케역(Bahnhof Berlin Jannowitzbrücke)은 베를린 미테구 미테에 위치한 베를린 S반과 U8의 철도역이다. 역 남쪽으로는 브뤼켄슈트라세(Brückenstraße), 북쪽으로는 홀츠마르크트슈트라세(Holzmarktstraße)와 알렉산더슈트라세(Alexanderstraße)가 지나간다. 역 남쪽의 슈프레강변에는 유람선 선착장이 있다.

## S반
S반 철도역은 베를린 도심선 상에 위치해 있으며, 1881년부터 1883년까지 역 근처의 야노비츠교(Jannowitzbrücke)를 신축하는 과정에서 같이 지어졌다. 공식적인 개통 시기는 1882년 2월 7일이다. 역 건설 당시에는 개방형 구조를 사용하였기 때문에 외부 기상과 기관차의 매연과 증기에 노출되어 있었다. 1885년에는 근교선과 장거리선을 구분하는 유리벽이 건설되었다. 유리벽과 천장이 맞닿아 있었기 때문에 유리벽 건설 이후 역은 북쪽으로만 개방된 형태가 되었다.
도심선 이용객이 증가한 탓에 섬식 승강장의 확장이 불가피했다. 이 과정에서 열차선을 1906년/1907년에 약간 남쪽으로 이설했으며, 열차선은 슈프레강 수면 위를 곧바로 지나게 되었다. 1997년에는 건축물의 안정성 보강을 위해서 이 부분이 약간 변경되었다. 근교선이 전철화되면서 베를린 S반에 편입되는 과정에서 초기 역사가 철거되었으며, 1927년부터 1932년까지 후고 뢰처(Röttcher)의 설계에 따라서 재건축되었다. 1928년 6월 11일 재건축이 완료되어 개업했다.
제2차 세계 대전 중이었던 1945년 4월에 영업이 중단되었다. 1945년 11월 15일 S반 운행이 복구되었으며, 환승역이라는 특징 때문에 운행객이 다시 빠르게 증가했다. 베를린 장벽이 건설되면서 1961년 8월 13일부터는 도시 철도로 환승할 수 없게 되었으며 도시 철도역이었다는 안내가 제거되었다. 1989년 11월 11일부터 환승이 다시 가능하게 되었다.
독일의 재통일 이후에는 도심선의 개보수 공사가 진행되었다. 1994년 11월 15일부터 1996년 10월 21일까지의 S반 선로 보수 공사 중에는 열차선에 임시로 급전 궤도가 설치되어 운행했기 때문에 이 역에 정차할 수 없었다. 보수 공사 과정에서 엘리베이터, 에스컬레이터 추가 설치, 역 내 상가 설치가 진행되었다. 2015년에는 1인 승무가 가능하도록 ZAT-FM이 설치되었다.

## 도시 철도

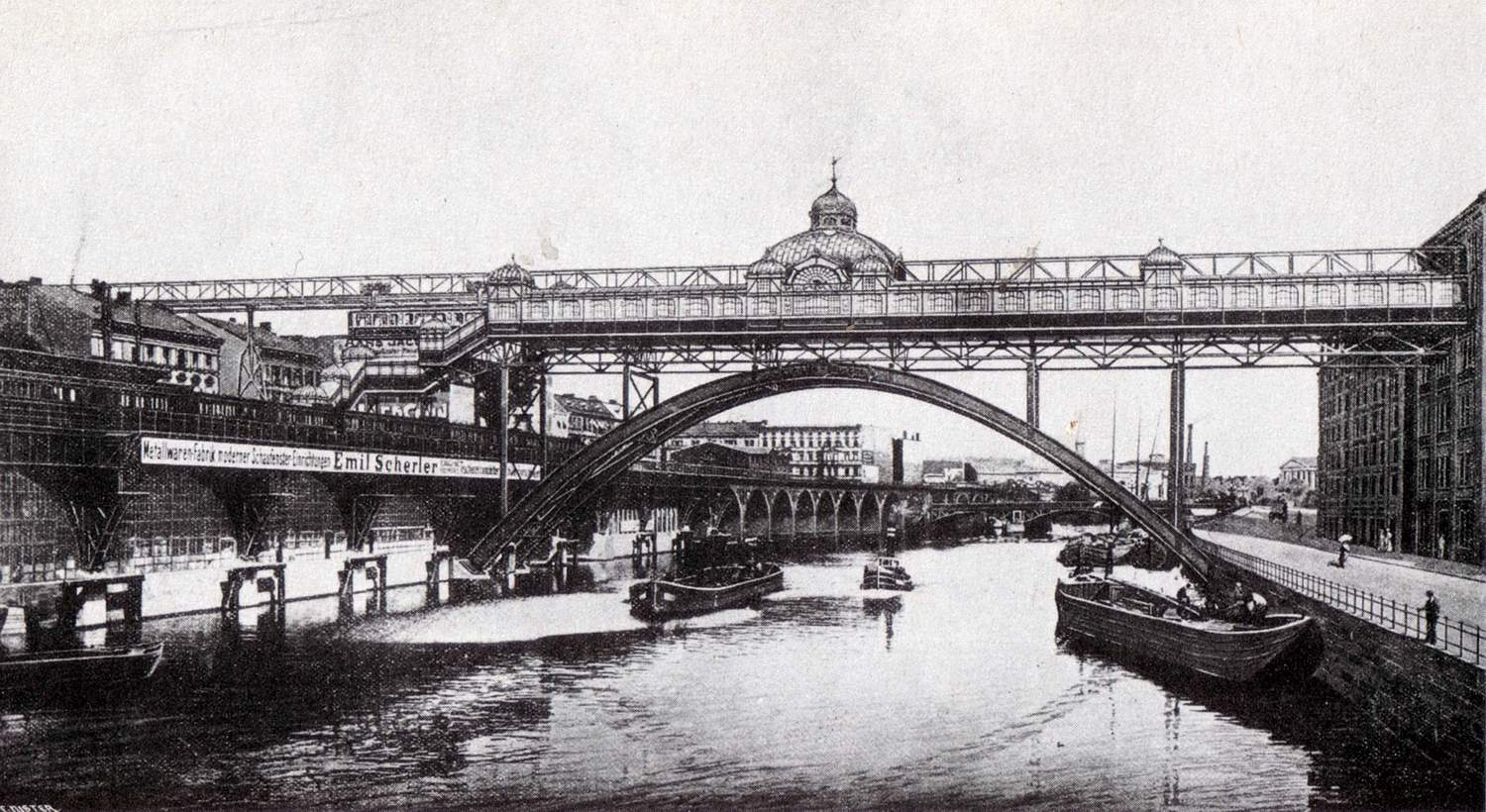
현수식 철도로 계획되었던 야노비츠브뤼케역

19세기 말 베를린에 도시 철도가 도입되면서 다양한 제안이 발표되었다. 지멘스에서 건설한 도시 철도 이외에도 부퍼탈 슈베베반에 건설된 것과 비슷한 현수식 모노레일 제안이 있었다. 야노비츠브뤼케역은 이 현수식 철도 계획안에 포함되어 있었다. 베를린 시에서는 미관상의 이유로 현수식 모노레일을 거부했으며, 지멘스 및 AEG에서 제안한 도시 철도 시스템을 채택했다.
AEG는 1907년에 노이쾰른과 게준트브루넨간 도시 철도 노선을 계획했다. 베를린 시와의 협상 끝에 1912년에 건축 허가를 받을 수 있었다. 제1차 세계 대전과 대공황으로 도시 철도 건설을 위한 자회사인 AEG-슈넬반-AG가 파산해서 베를린 시에서 해당 구간을 직접 건설했다. 이 구간에는 야노비츠교 근처에서의 슈프레강 하저 통과 노선이 포함되어 있었다. 건설 당시 구간은 오늘날의 야노비츠교 아래가 아닌 이 교량의 서쪽에 있는 바이젠교(Waisenbrücke) 아래를 지났다. 이 터널은 향후에 연결선으로 사용된다. 환승 편의를 위해서 알렉산더플라츠역 일대 등의 노선을 재조정하면서 현재의 위치로 변경되었다.
1928년 4월 6일 U8 노선의 쇤라인슈트라세역-네안더슈트라세 구간이 개통했다. 당시 야노비츠교의 열악한 상태 때문에 교량 신축 공사가 필요했다. 도시 철도 및 교량 건설 기간 중에는 야노비츠교가 폐쇄되었고, 근처의 바이젠교가 우회로로 지정되었다. 보행자용으로는 별도의 임시 교량이 건축되었다. 1930년 4월 28일 네안더슈트라세-게준트브루넨 구간이 개통되면서 야노비츠브뤼케역이 영업을 개시했다.
제2차 세계 대전 중에는 피해를 크게 입지 않았으나, 베를린 전투 중에는 1945년 4월부터 6월 16일까지 폐쇄되었다. 이 역을 지나는 D선은 6월 16일이 되어서야 전 구간인 게준트브루넨-라이네슈트라세간 열차 운행이 재개되었다. 1961년 8월 13일에는 베를린 장벽 건설로 인하여 유령역이 되면서 폐쇄되었다. D선은 동베를린 전 구간을 무정차 통과했다. S반 역사와 도시 철도 역사간 환승 통로는 폐쇄되었으나, C선과 D선의 역사 주변 도로변에서는 열차가 운행하는 소리를 들을 수는 있었다. 바이젠터널 연결선을 통한 동독 측의 차량 납치를 우려하여 C선과 D선으로는 구형 차량만 운행했다.

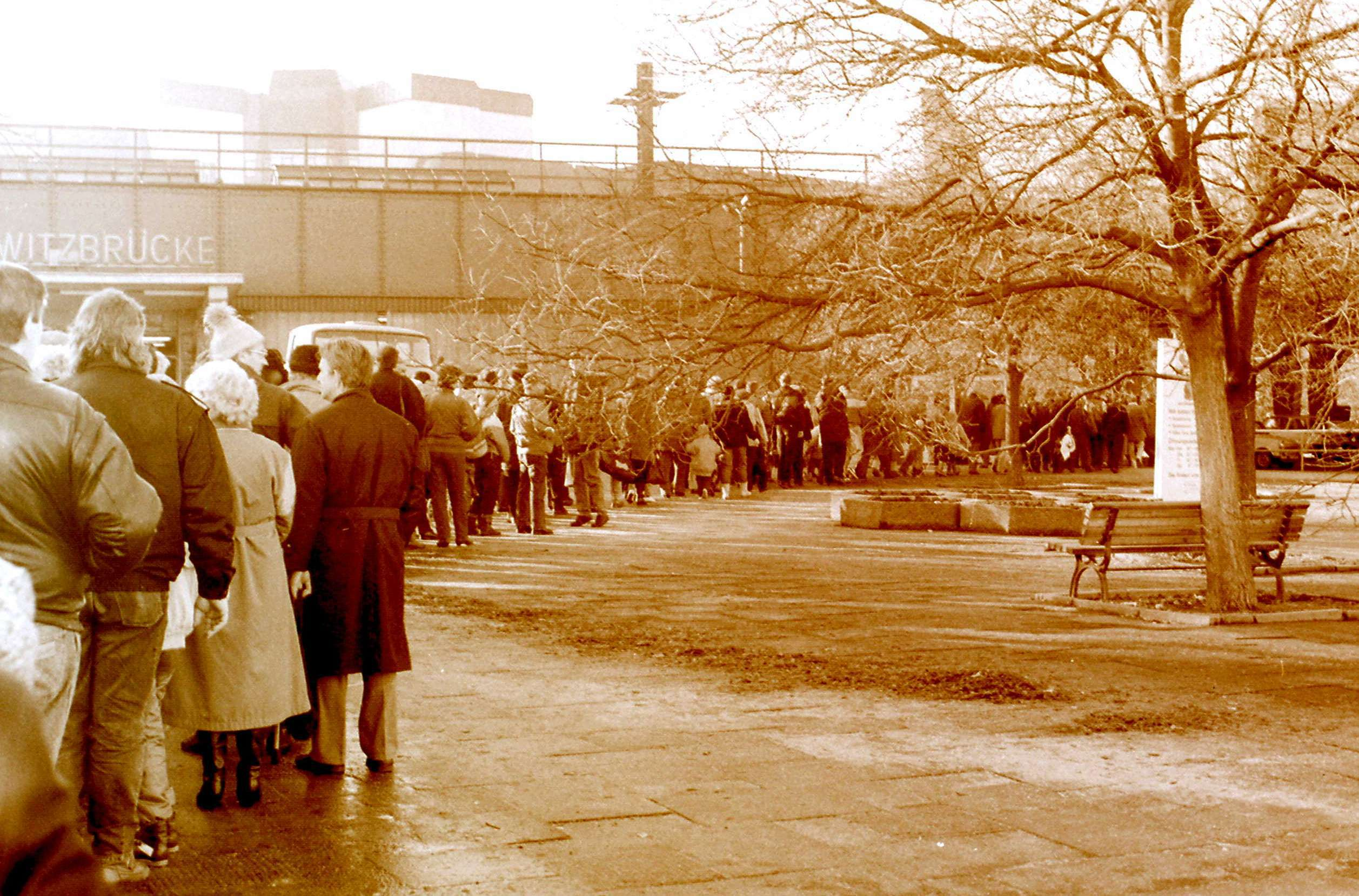
1989년 임시 국경 검문소

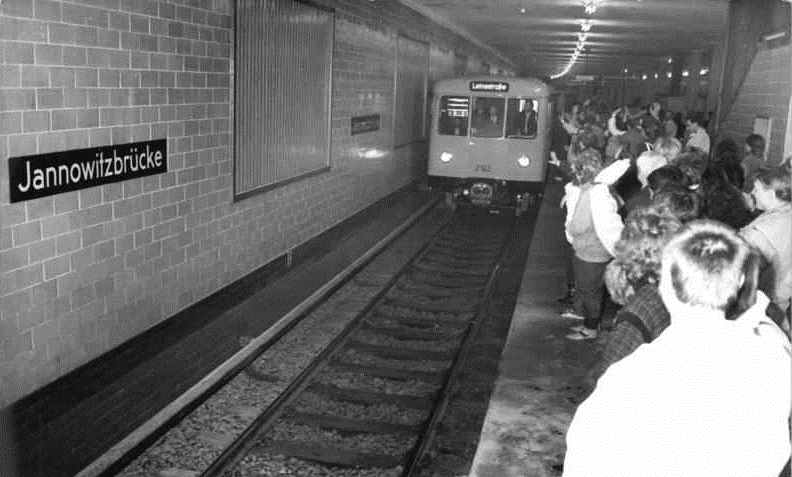
1989년 재개통

베를린 장벽 붕괴 직전이었던 1989년 11월 11일부터 국경 통과 시설이 다시 가동되었다. 당시의 유령역 중 구조 상태가 좋은 편에 속했으며 S반과 U반 역사 사이의 중간층을 국경 검문소로 사용할 수 있었기 때문이다. 동베를린 입경 승객은 북쪽 출입구를 사용했고, 동베를린 출경 승객은 환승 통로에서 국경 통과 업무를 수행했다. 당시 프리드리히슈트라세역의 국경 통과 업무량이 증가하여 수속이 오래 걸렸기 때문에 동베를린에서 S반을 타고 와서 U8과 U7로 환승한 다음 서베를린 도심으로 진입할 수 있는 대체 경로로 사용할 수 있었기 때문에 국경 통과 승객도 빠르게 증가했다. 1990년 7월 1일 동서독 경제통합 이후 국경 통제가 사라지면서 별도의 절차 없이 동서베를린간 환승을 자유롭게 할 수 있게 되었다.
2002년과 2003년에는 역 천장부, 조명 개보수 공사 및 열차 도착 안내 시스템 현대화가 진행되었다. 2009년 1월 19일에는 승강장 보수 공사가 착공하여, 5월 3일까지는 헤르만슈트라세 방면, 5월 4일부터 7월 23일까지는 비테나우 방면 승강장이 재건축되고 점자 블록이 설치되었다. 원래 완공 예정은 8월 13일이었으나, 비슷한 시기에 S반 도심선 열차 운행이 중단되어 버렸기 때문에 예정보다 일찍 완공되었다.
보수 공사 2단계에서는 남부 대합실의 개보수 공사가 진행되었고, 엘리베이터가 설치되었으며 홀츠마르크트슈트라세 방면 추가 출구가 개통되었다. 새로운 고객 안내실이 영업을 시작했다. 2010년 중반까지는 역 내부 시설물이 개수되었고 역 승강장 외벽 및 승강장 중앙 기둥이 개수되었다. 2017년 12월 22일에는 역 승강장에서 지상으로 나가는 엘리베이터가 개통되었다. 2018년 12월 20일에는 알렉산더슈트라세/홀츠마르크트슈트라세 방면 출구가 90도 꺾인 방향으로 재개통되었다.

## 인접 정차역
| 베를린 S반                                 | 베를린 S반 | 베를린 S반                        |
| ------------------------------------------ | ---------- | --------------------------------- |
| 알렉산더플라츠 슈판다우 방면               | S3         | 동역 에르크너 방면                |
| 알렉산더플라츠 베스트크로이츠 방면         | S5         | 동역 슈트라우스베르크 노르트 방면 |
| 알렉산더플라츠 포츠담 방면                 | S7         | 동역 아렌스펠데 방면              |
| 알렉산더플라츠 슈판다우 방면               | S9         | 동역 BER 공항 방면                |
| 베를린 지하철                              |            |                                   |
| 하인리히하이네슈트라세 헤르만슈트라세 방면 | U8         | 알렉산더플라츠 비테나우 방면      |

## 참고 문헌
- La Baume: Die Umbauten am Bahnhof Jannowitzbrücke in Berlin. In: Die Bautechnik. 9. Jahrgang. Heft 18 (24. April 1931) und Heft 19 (1. Mai 1931), S. 255–258 und 271–275.
- A. B. Gottwaldt, S. Nowak: Berliner Bahnhöfe, einst und jetzt. Düsseldorf 1991, ISBN 3-87094-342-4.
- Jürgen Meyer-Kronthaler: Berlins U-Bahnhöfe – Die ersten hundert Jahre. be.bra, Berlin 1996, ISBN 3-930863-16-2.
- Jürgen Meyer-Kronthaler, Wolfgang Kramer: Berlins S-Bahnhöfe – Ein dreiviertel Jahrhundert. be.bra. verlag, Berlin 1998, ISBN 3-930863-25-1.
- Norbert Schmidt: Berliner Verkehrsorte im Wandel der Zeit – Jannowitzbrücke. Verkehrsgeschichtliche Blätter. 31. Jg. Heft 5 (September 2004) und Heft 6 (November 2004), S. 118–129 und 163–171.